# Giulio Cabianca
Giulio Cesare Antonio Cabianca (* 19. Februar 1923 in Verona; † 15. Juni 1961 in Modena) war ein italienischer Automobilrennfahrer.

## Karriere
Cabianca hatte Ende der 1950er-Jahre einen guten Ruf als erfahrener Sportwagen-Rennfahrer, der sich mit Louis Chiron sogar 1957 einen Klassensieg bei der renommierten Mille Miglia in einem OSCA teilte.
Dadurch fuhr er gelegentlich auch für Ferrari deren Sportwagen in den Jahren 1959 und 1960.
Im Verlauf der Formel-1-Saison 1958 machte er sein Formel-1-Debüt am Steuer eines der Maserati 250F des fahrenden Teamchefs Joakim Bonnier beim Grand Prix von Italien. An fünfter Stelle liegend musste er jedoch aufgrund technischer Probleme aufgeben. Am selben Ort und mit der vierten Platzierung konnte er sich jedoch in einem Cooper-Ferrari der Scuderia Castellotti während der Formel-1-Saison 1960 „revanchieren“.
Ein Jahr später verunglückte Cabianca, der mit Ada Pace verlobt war, bei Testfahrten auf dem Aerautodromo di Modena mit dem Cooper tödlich. Als das Getriebe im vierten Gang steckenblieb, nahm Cabianca den Notausgang, der ihn durch ein offenes Tor auf eine viel befahrene Straße außerhalb der Strecke führte. Dort tötete der Cooper einen Minivan-Fahrer, einen Radfahrer und einen Motorradfahrer. Ein Zuschauer wurde schwer verletzt. Cabianca starb 21 Stunden später an seinen schweren Verletzungen.

## Statistik

### Statistik in der Automobil-Weltmeisterschaft

#### Gesamtübersicht
| Saison | Team                 | Chassis       | Motor              | Rennen | Siege | Zweiter | Dritter | Poles | schn. Rennrunden | Punkte | WM-Pos. |
| ------ | -------------------- | ------------- | ------------------ | ------ | ----- | ------- | ------- | ----- | ---------------- | ------ | ------- |
| 1958   | Jo Bonnier           | Maserati 250F | Maserati 2.5 L6    | 1      | −     | −       | −       | −     | −                | −      | NC      |
| 1959   | Ottorino Volonterio  | Maserati 250F | Maserati 2.5 L6    | 1      | −     | −       | −       | −     | −                | −      | NC      |
| 1960   | Scuderia Castellotti | Cooper T51    | Castellotti 2.5 L4 | 1      | −     | −       | −       | −     | −                | 3      | 19.     |
| Gesamt | Gesamt               | Gesamt        | Gesamt             | 3      | −     | −       | −       | −     | −                | 3      |         |

#### Einzelergebnisse
| Saison | 1   | 2 | 3 | 4 | 5 | 6 | 7  | 8 | 9   | 10 | 11 |
| ------ | --- | - | - | - | - | - | -- | - | --- | -- | -- |
| 1958   |     |   |   |   |   |   |    |   |     |    |    |
|        | DNQ |   |   |   |   |   |    |   | DNF |    |    |
| 1959   |     |   |   |   |   |   |    |   |     |    |    |
|        |     |   |   |   |   |   | 15 |   |     |    |    |
| 1960   |     |   |   |   |   |   |    |   |     |    |    |
|        |     |   |   |   |   |   |    | 4 |     |    |    |

| Legende  | Legende            | Legende                                                          |
| Farbe    | Abkürzung          | Bedeutung                                                        |
| -------- | ------------------ | ---------------------------------------------------------------- |
| Gold     | –                  | Sieg                                                             |
| Silber   | –                  | 2. Platz                                                         |
| Bronze   | –                  | 3. Platz                                                         |
| Grün     | –                  | Platzierung in den Punkten                                       |
| Blau     | –                  | Klassifiziert außerhalb der Punkteränge                          |
| Violett  | DNF                | Rennen nicht beendet (did not finish)                            |
| Violett  | NC                 | nicht klassifiziert (not classified)                             |
| Rot      | DNQ                | nicht qualifiziert (did not qualify)                             |
| Rot      | DNPQ               | in Vorqualifikation gescheitert (did not pre-qualify)            |
| Schwarz  | DSQ                | disqualifiziert (disqualified)                                   |
| Weiß     | DNS                | nicht am Start (did not start)                                   |
| Weiß     | WD                 | zurückgezogen (withdrawn)                                        |
| Hellblau | PO                 | nur am Training teilgenommen (practiced only)                    |
| Hellblau | TD                 | Freitags-Testfahrer (test driver)                                |
| ohne     | DNP                | nicht am Training teilgenommen (did not practice)                |
| ohne     | INJ                | verletzt oder krank (injured)                                    |
| ohne     | EX                 | ausgeschlossen (excluded)                                        |
| ohne     | DNA                | nicht erschienen (did not arrive)                                |
| ohne     | C                  | Rennen abgesagt (cancelled)                                      |
| ohne     | keine WM-Teilnahme |                                                                  |
| sonstige | P/fett             | Pole-Position                                                    |
| sonstige | 1/2/3/4/5/6/7/8    | Punktplatzierung im Sprint-/Qualifikationsrennen                 |
| sonstige | SR/kursiv          | Schnellste Rennrunde                                             |
| sonstige | *                  | nicht im Ziel, aufgrund der zurückgelegten Distanz aber gewertet |
| sonstige | ()                 | Streichresultate                                                 |
| sonstige | unterstrichen      | Führender in der Gesamtwertung                                   |

### Le-Mans-Ergebnisse
| Jahr | Team             | Fahrzeug          | Teamkollege       | Platzierung | Ausfallgrund |
| ---- | ---------------- | ----------------- | ----------------- | ----------- | ------------ |
| 1955 | Edgar Fronterras | Osca MT4 1500     | Roberto Sgorbati  | Rang 11     |              |
| 1959 | Scuderia Ferrari | Ferrari Dino 196S | Giorgio Scarlatti | Ausfall     | kein Benzin  |

### Einzelergebnisse in der Sportwagen-Weltmeisterschaft
| Saison | Team                                          | Rennwagen              | 1   | 2   | 3   | 4   | 5   | 6   | 7   |
| ------ | --------------------------------------------- | ---------------------- | --- | --- | --- | --- | --- | --- | --- |
| 1953   | Scuderia Ferrari                              | Ferrari 250MM          | SEB | MIM | LEM | SPA | NÜR | RTT | CAP |
| 1953   | Scuderia Ferrari                              | Ferrari 250MM          | 9   |     |     |     |     |     |     |
| 1954   |                                               | Osca MT4               | BUA | SEB | MIM | LEM | RTT | CAP |     |
| 1954   |                                               | Osca MT4               | 10  |     |     |     |     |     |     |
| 1955   | Edgar Fronterras Osca                         | Osca MT4               | BUA | SEB | MIM | LEM | RTT | TAR |     |
| 1955   | Edgar Fronterras Osca                         | Osca MT4               |     |     | DNF | 11  |     | 7   |     |
| 1956   |                                               | Osca MT4               | BUA | SEB | MIM | NÜR | KRI |     |     |
| 1956   |                                               | Osca MT4               | 9   |     |     |     |     |     |     |
| 1957   |                                               | Osca S950              | BUA | SEB | MIM | NÜR | LEM | KRI | CAR |
| 1957   |                                               | Osca S950              | 26  |     |     |     |     |     |     |
| 1958   | Borgward                                      | Osca S1500 Borgward RS | BUA | SEB | TAR | NÜR | LEM | RTT |     |
| 1958   | Borgward                                      | Osca S1500 Borgward RS |     |     | 5   | DNF |     |     |     |
| 1959   | Scuderia Eugenio Castellotti Scuderia Ferrari | Ferrari Dino 196S      | SEB | TAR | NÜR | LEM | RTT |     |     |
| 1959   | Scuderia Eugenio Castellotti Scuderia Ferrari | Ferrari Dino 196S      |     | DNF | DNF | DNF |     |     |     |
| 1960   | Scuderia Ferrari                              | Ferrari Dino 246S      | BUA | SEB | TAR | NÜR | LEM |     |     |
| 1960   | Scuderia Ferrari                              | Ferrari Dino 246S      |     |     | 4   | DNF |     |     |     |
| 1961   | Scuderia Sant Ambroeus                        | Lancia Flaminia        | SEB | TAR | NÜR | LEM | PES |     |     |
| 1961   | Scuderia Sant Ambroeus                        | Lancia Flaminia        | 17  |     |     |     |     |     |     |